# Otto II. (Nassau)

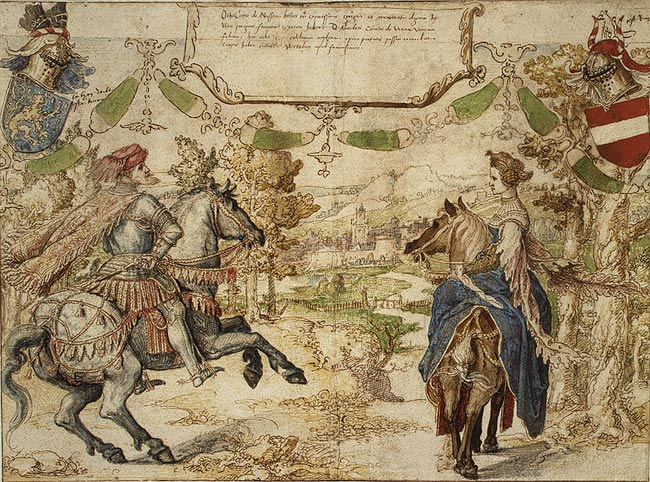
Otto II. von Nassau-Siegen und seine Ehefrau Adelheid von Vianden (Bernaert van Orley, um 1530)

Otto II. von Nassau-Siegen (* um 1300/1305; † 1350 oder 1351, gefallen) war in den Jahren 1343 bis 1350 Graf von Nassau-Dillenburg.

## Leben
Otto war der ältere Sohn des Grafen Heinrich I. von Nassau-Siegen und der Adelheid von Heinsberg und Blankenburg. Als Ottos Vater Heinrich im Jahr 1343 starb, wurde die Grafschaft Nassau-Siegen unter dessen Söhnen aufgeteilt. Der jüngere Sohn, ebenfalls als Heinrich I. bekannt, erhielt Nassau-Beilstein, während Otto Nassau-Dillenburg bekam.
Am 23. Dezember 1331 heiratete er Adelheid von Vianden; mit ihr hatte er drei Kinder:
- Johann I., Graf von Nassau-Dillenburg, (1339–1416)
- Heinrich von Nassau-Dillenburg († 1402)
- Otto von Nassau-Dillenburg, Kanoniker in Mainz (1341–1384)

## Weblink
- Nassau-Dillenburg, Otto II. Graf von. Hessische Biografie. (Stand: 28. November 2023). In: Landesgeschichtliches Informationssystem Hessen (LAGIS).

| Personendaten    | Personendaten                     |
| ---------------- | --------------------------------- |
| NAME             | Otto II.                          |
| ALTERNATIVNAMEN  | Otto II. von Nassau-Siegen        |
| KURZBESCHREIBUNG | erster Graf von Nassau-Dillenburg |
| GEBURTSDATUM     | um 1300                           |
| STERBEDATUM      | 1350 oder 1351                    |